# Lucian-Manuel Ciubotaru
Lucian-Manuel Ciubotaru (n. 17 iunie 1969) este un fost deputat ales în legislatura 2012-2016 din partea Partidului Național Liberal.

## Controverse
Pe 30 martie 2016 Direcția Națională Anticorupție l-a trimis în judecată pe Lucian Ciubotaru pentru complicitate la trafic de influență. Pe 31 august 2021 Curtea de Apel Brașov l-a condamnat definitiv la 3 ani de închisoare cu suspendare.